# Linha G do Metropolitano do Porto
 
Casa da Música ↔ São Bento 
Nome popular: Linha Rosa
Tempo médio de viagem: 5 minutos
Melhor frequência: 3 minutos
Comprimento:  2,7 km
A Linha G ou Linha Rosa, que se encontra em construção, será a 7.ª linha do Metro do Porto, conectando numa só linha as estações da Casa da Musica e São Bento, e posteriormente tornando-se na primeira linha circular do metro.
As obras do trajeto Casa da Música - São Bento deverão estar concluídas até o final de 2025, porém a data de início da operação é, de momento, incerta.

## História
O projeto de desenvolvimento do metro do Porto apresentado em 2008 já previa uma "Circular Interna" a passar em São Bento e na Casa da Música, que incluiria trechos de várias linhas diferentes, com a construção de seis novas estações: Carmo, Palácio de Cristal, Faculdade de Letras e Bom Sucesso no percurso "São Bento - Casa da Música"; e Constituição e F. Magalhães entre a Casa de Música e Campanhã. Quando de facto se retomou a expansão do metro, quase uma década depois, optou-se por refazer o plano e criar uma linha única circular e tornar mais direta a ligação de S. Bento com a Casa da Música com apenas duas novas estações (Galiza e Hospital Santo António). Para completar o percurso circular, construir-se-à eventualmente mais cinco estações (Avenida 25 de Abril, Praça Francisco Sá Carneiro, Covelo, Constituição e Constituição Poente). A mudança do projeto, e a remoção da Estação Faculdade de Letras do plano em particular, foi criticada pela CDU.
Neste novo projeto, a ligação "São Bento - Casa da Música", estimada em 181 milhões de euros, teria uma extensão de 2,746 quilómetros e seria toda ela em túnel, "recuperando" o antigo túnel pedonal dos Congregados e implicando o desvio do Rio da Vila na zona do Centro Histórico do Porto. Com o início da obra planeado para 2019, estava previsto que a construção desta ligação demorasse 3 anos. No entanto, a construção só começou efetivamente em 2021. E, um ano mais tarde, já depois de um aumento de financiamento de cerca de 29%, foi anunciado que a nova linha só estaria pronta em meados de 2025.
Em janeiro de 2023, um período de forte pluviosidade deu origem a grandes enxurradas na Baixa do Porto, sendo que parte da lama arrastada teve origem nas obras relativas à Linha Rosa. A Metro do Porto negou responsabilidade pelas inundações em si, mas, após acusações de o sistema de drenagem ter sido fragilizado pelas obras, foi pedido um estudo urgente ao Laboratório Nacional de Engenharia Civil para avaliar as infraestruturas. Em julho desse ano, o estudo ainda não tinha sido concluído, tendo o atraso sido justificado pela grande quantidade de dados e a meticulosidade da sua análise. Já em setembro, os resultados foram finalmente anunciados, tendo sido concluído que as obras do metro haviam agravados as cheias, mas não seriam a única causa das mesmas.
Em meados de 2024, apesar de o orçamento já se encontrar nos 304,7 milhões de euros, a data prevista de conclusão mantinha-se em julho de 2025. No entanto, em abril de 2025, a Metro do Porto admitiu que a obra não estaria pronta até julho, referindo que o objetivo seria "a conclusão dos trabalhos à superfície [...] até ao final de julho", prosseguindo depois os trabalhos a nível subterrâneo, que poderiam prolongar-se até o final do ano.

## Impacto no Comércio Local

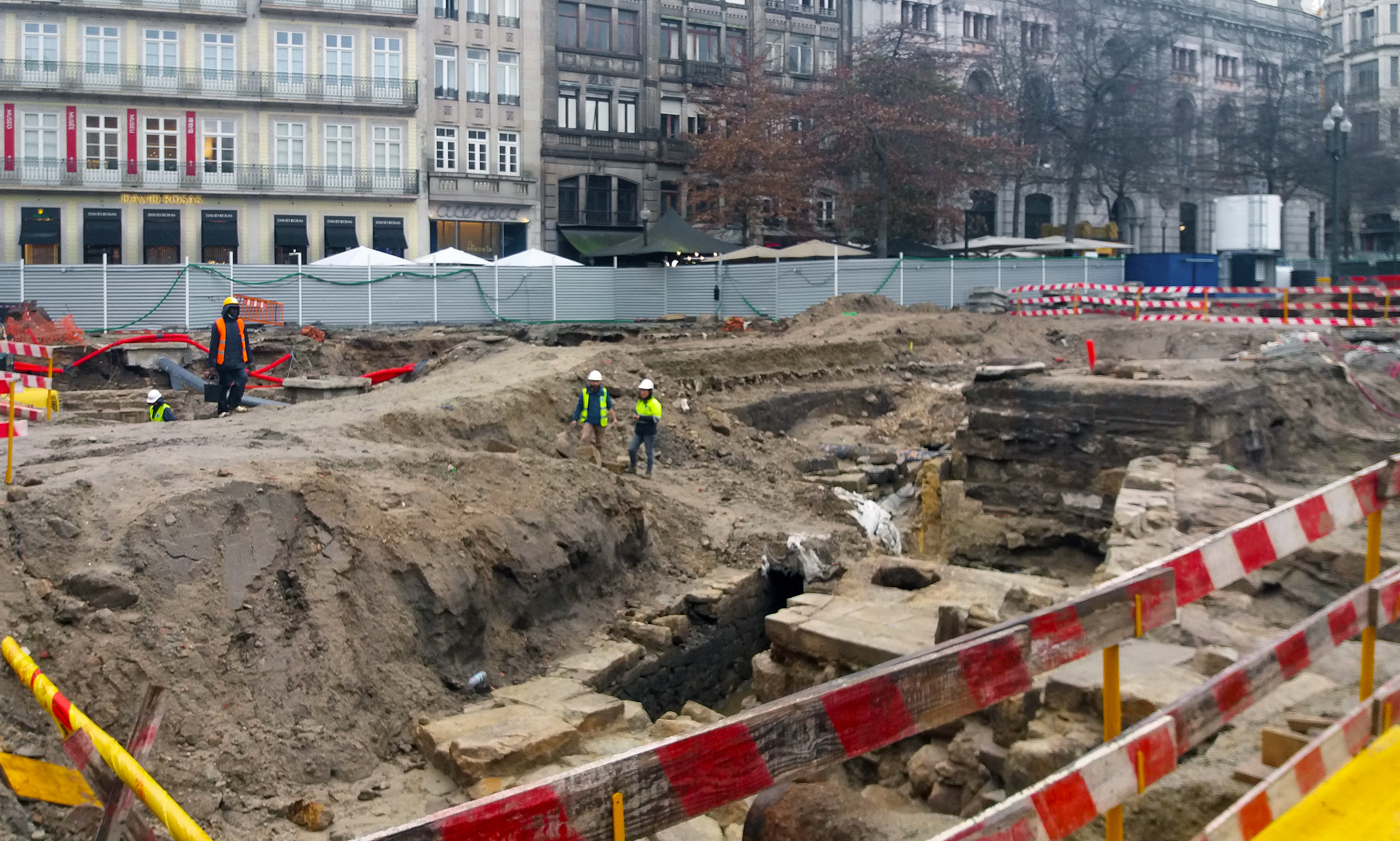
Obras na Praça da Liberdade e Avenida dos Aliados em 2022

No início de 2022, ainda no início da construção, começou a ser discutido o pagamento de indemnizações aos comerciantes afetados pelas obras. Quando confrontado com isto, o presidente da Câmara do Porto Rui Moreira comentou que «a competência por pagar eventuais indemnizações, e informar os comerciantes quando abrem frentes de obras, [era] da Metro do Porto, que o assumiu publicamente». Em dezembro desse ano, já havia espaços nos arredores da Avenida dos Aliados que tinham fechado portas, atribuindo a culpa do decréscimo de faturação à dificuldade de acesso criada pelas obras. A alguns comerciantes, foi oferecido um espaço de venda temporário colocado na praça da Estação da Trindade. E, a outros, a metro do Porto garantiu que as indemnizações já tinham começado a ser pagas.
Em 2023, as queixas chegavam à zona do Hospital Santo António, onde os comerciantes também se queixavam da falta de acessos criadas pelas obras, que prejudicava os negócios. Já em 2024, a empresa responsável pelo Hard Rock Cafe do Porto levou a tribunal um pedido de indemnização de 1,7 milhões de euros à metro do Porto, alegando «um impacto profundamente negativo no negócio». No final desse ano, a Metro do Porto adiantou que já tinha investido mais de 1,6 milhões de euros para apoiar os estabelecimentos comerciais, dos quais cerca de 840 mil euros diziam respeito a indemnizações a comerciantes, mais de 457 mil foram usados para promoção do comércio local e decoração de frentes de obra, e mais de 147 mil euros dedicados à segurança e vigilância do Largo dos Loios, Praça da Liberdade, Largo de S. Domingos, Rua de Mouzinho da Silveira e das Galerias da Trindade.

## Previsões
As estimativas de 2017 apontavam para que, no primeiro ano de abertura, houvesse 7.95 milhões de validações (representando 11.5% do valor total), das quais 4.6 milhões captadas ao transporte privado; no quinto ano, já deveria haver 9.48 milhões de validações (12.8% do valor total); e, ao final de 20 anos, já deverá haver mais de 11 milhões de validações anuais (12.8% do valor total). Em 2019, estimava-se que, no primeiro ano de abertura, houvesse 7.11 milhões de validações (9.2% do valor total), das quais 3.4 milhões captadas ao transporte privado; no quinto ano, já deveria haver 7,91 milhões de validações (9.7% do valor total); e, ao final de 20 anos, deveria haver 9.4 milhões de validações anuais (9.7% do valor total). Já na revisão de 2023, estimava-se que, no primeiro ano de abertura, houvesse 5.38 milhões de validações (6.6% do valor total), das quais 2.6 milhões captadas ao transporte privado; no quinto ano, já deveria haver 8.09 milhões de validações (9.2% do valor total); e, ao final de 20 anos, deveria haver 9.8 milhões de validações anuais (representando 9.2% do valor total).
A título de comparação, em 2022, o tronco comum do metro teve 33,1 milhões de validações e a linha amarela teve 20 milhões.